# Notepad
Microsoft Notepad (popular MS Notepad sau simplu Notepad) este un editor simplu de text, inclus în sistemul de operare Windows de la Microsoft, începând din 1985, cu Windows 1.0.
Are puține funcții pentru formatarea textului, fiind un editor de text simplu, dar poate lucra cu caractere ASCII, ISO și/sau Unicode.
Extensia implicită de stocare a fișierelor create cu Notepad este .txt.
Textul simplu pe care îl folosește îl face să fie un editor cu fișiere suportate pe toate sistemele de operare, deoarece nu are nevoie de reformatarea textului la deschidere. Totuși, deși sunt simple, fișierele de text simplu sunt folosite adesea la programare. Notepad, de asemenea, poate deschide și prelucra texte de sisteme de operare ca Unix și MacOS, dar cu greutăți/inexactități în privința caracterelor care marchează un nou rând (newline); aceste probleme sunt rezolvate într-o anumită măsură de MS Wordpad. Wordpad este superior acestui program datorită metodelor de tratare a textului mult mai avansate, facilitate de formatul .doc
Notepad oferă o funcție simplă de înregistrare automată a informației de timp și dată, de fiecare dată când se deschide documentul/textul respectiv. Pentru a activa această funcție, prima linie a documentului trebuie să fie ".LOG" (dar fără ghilimelele care se văd aici).
O bună alternativă a acestui program este Notepad++. În fine, pe o treaptă superioară în ceea ce privește posibilitățile de formatare se află programul MS Word.

## Vezi și
- Fișier text
- WordPad